# Alberto Minetti
Alberto Minetti (* 18. Mai 1957 in Ceva) ist ein ehemaliger italienischer Radrennfahrer.

## Sportliche Laufbahn
Minetti war im Straßenradsport aktiv und Teilnehmer der Olympischen Sommerspiele 1980 in Moskau. Im Mannschaftszeitfahren kam Italien mit Mauro De Pellegrini, Gianni Giacomini, Ivano Maffei und Alberto Minetti auf den 5. Platz. Im olympischen Straßenrennen schied er aus.
Bei den Mittelmeerspielen 1979 gewann er mit Mauro De Pellegrini, Gianni Giacomini und Ivano Maffei die Goldmedaille im Mannschaftszeitfahren.
Als Amateur gewann Alberto Minetti 1979 den Giro del Bergamasco vor Tommy Prim und 1980 den Giro delle Regioni vor Marco Cattaneo mit einem Etappenerfolg. Im Giro del Bergamasco und im Giro della Valle d’Aosta gewann er 1980 jeweils eine Etappe.
In der Vuelta Ciclista de Chile 1978 wurde er Dritter hinter dem Sieger Norberto Cáceres Arenas und gewann eine Etappe. Im Giro della Valle d’Aosta 1979 wurde er Zweiter und holte zwei Etappensiege. Dazu kam der Sieg im Eintagesrennen Milano-Tortona.
1980, kurz nach den Olympischen Spielen, wurde er Berufsfahrer im Radsportteam Famcucine-Campagnolo. 1981 wurde er Zweiter der Nachwuchswertung im Giro d’Italia, in der Gesamtwertung wurde er 23. 1981 musste er nach einem Trainingsunfall seine sportliche Laufbahn beenden.